# Манушкіно (Опочецький район)
Манушкіно (рос. Манушкино) — присілок в Опочецькому районі Псковської області Російської Федерації.
Населення становить 1 особу. Входить до складу муніципального утворення Пригородна волость.

## Історія
Від 2015 року входить до складу муніципального утворення Пригородна волость.

## Населення
| 2001 | 2002 | 2010 | 2012 | 2013 | 2014 | 2015 |
| ---- | ---- | ---- | ---- | ---- | ---- | ---- |
| 5    | →5   | ↘0   | ↗1   | →1   | ↗3   | →3   |
| 2016 |      |      |      |      |      |      |
| ↘1   |      |      |      |      |      |      |